# Хоружинці (Логойський район)
Хоружинці — (біл. вёска Харужанцы), село (веска) в складі Логойського району розташоване в Мінській області Білорусі, підпорядковане Янушковицькій сільській раді.
Село Хоружинці розташоване в центральних районах Білорусі, в північній частині Мінської області - орієнтовне розташування [Архівовано 25 грудня 2018 у Wayback Machine.].